# Ausgabe (Rechnungswesen)
Ausgaben sind im kaufmännischen Rechnungswesen Verminderungen des Geldvermögens und damit eine Stromgröße. Komplementärbegriff ist die Einnahme.

## Abgrenzung gegen andere Rechnungsgrößen
Einnahmen und Ausgaben sind nicht dasselbe wie Einzahlungen und Auszahlungen. Einnahmen und Ausgaben ändern den Nettogeldvermögensbestand, Einzahlungen und Auszahlungen den Zahlungsmittelbestand. Einnahmen und Ausgaben sind auch nicht identisch mit den Erträgen und Aufwendungen der Gewinn- und Verlustrechnung. Diese führen zu einer Erhöhung oder Minderung des Reinvermögens. Die Änderung des Reinvermögens (Gewinn/Verlust) innerhalb einer Periode ergibt sich, indem der Nettogeldvermögensänderung die Sachvermögensänderung dieser Periode hinzugezählt wird. In der Kameralistik ist der Begriff mit einer anderen, sich nicht mit der betriebswirtschaftlichen Bedeutung deckenden Bedeutung bekannt.

### Aufwand und Ertrag
Aufwand und Ertrag sind die Erfolgsgrößen im externen Rechnungswesen und werden zur Erstellung einer periodisierten Gewinn- und Verlustrechnung sowie zur Erstellung einer Bilanz verwendet. Zur Ermittlung von gewinnwirksamen Aufwänden und Erträgen werden Leistungen des Unternehmens und damit verbundene Zahlungen einem Geschäftsjahr periodengerecht zugewiesen. Dies erfolgt über Abgrenzungen und Abschreibungen, mit denen Aufwand und Ertrag aus der Geschäftstätigkeit demjenigen Geschäftsjahr zugeordnet werden, dem sie wirtschaftlich zugehören, unabhängig davon, ob der Zahlungsvorgang in einem anderen Geschäftsjahr stattgefunden hat oder stattfinden wird.

### Ausgaben und Einnahmen
Ausgaben und Einnahmen sind ebenfalls dem externen Rechnungswesen, bzw. der Buchführung, zuzuordnen. Sie entstehen, wenn etwas gekauft bzw. verkauft wurde, unabhängig davon ob es schon bezahlt wurde oder nicht. Sobald effektive Zahlungen erfolgen, werden Ausgaben und Einnahmen zu Auszahlung und Einzahlung.
Einnahmen setzen sich zusammen aus den Einzahlungen, den Zugängen von kurzfristigen Forderungen (einschließlich Wertpapiere) und den Abgängen von kurzfristigen Verbindlichkeiten (einschließlich Rückstellungen). Eine Ausgabe im betriebswirtschaftlichen Sinne vermindert das Netto-Geldvermögen eines Unternehmens. Ausgaben setzen sich zusammen aus den Auszahlungen, den Abgängen kurzfristiger Forderungen (einschließlich Wertpapiere) und den Zugängen kurzfristiger Verbindlichkeiten. 
Die Begriffe Einnahme und Ausgabe gehören zur Geldvermögensebene (sie betrachtet Bestandsgrößen).

### Aus-  und Einzahlungen
Aus- und Einzahlungen sind die grundlegenden Rechengrößen der Investitionsrechnung und des Treasury. Sie bestimmen die Liquiditätsreserven des Unternehmens.

### Abgrenzung Einnahme/Einzahlung
Einnahmen und Einzahlungen fallen nur dann zusammen, wenn eine Transaktion sowohl der Zahlungsmittelbestand als auch das Geldvermögen verändert. Der Geschäftsvorfall „Barverkauf von Waren“ führt sowohl zu einer Einnahme als auch zu einer Einzahlung, weil sich dabei sowohl der Kassenbestand als auch das Geldvermögen erhöht:
```
   Zahlungsmittelbestand  (+)
   + Forderungen          (0)
   - Verbindlichkeiten    (0)
   = Geldvermögen         (+)
```

Der Verkauf einer Staatsanleihe gegen bar durch ein Unternehmen führt für dieses zu einer Einzahlung, aber keiner Einnahme, da sich zwar der Zahlungsmittelbestand ändert, nicht aber das Geldvermögen:
```
   Zahlungsmittelbestand  (+)
   + Forderungen          (-)
   - Verbindlichkeiten    (0)
   = Geldvermögen         (0)
```

Ausgabenlose Auszahlungen verringern den Zahlungsmittelbestand und die Verbindlichkeiten oder erhöhen die Forderungen. Auszahlungslose Ausgaben berühren nicht den Zahlungsmittelbestand und verändern ausschließlich das Geldvermögen.

### Abgrenzung Ausgabe/Aufwand
Ausgabe und Aufwand sind identisch, wenn dem Zahlungsmittelabfluss ein Aufwandsposten in der Gewinn- und Verlustrechnung gegenübersteht. Werden beispielsweise Lohn/Gehalt (Personalaufwand) an Arbeitnehmer durch Barzahlung aus dem Kassenbestand bezahlt, stimmen Ausgaben und Aufwand überein. Ausgaben und Aufwand sind nicht identisch, wenn etwa eine abnutzungsbedingte Abschreibung auf das Anlagevermögen vorgenommen wird; ihr steht keine Ausgabe gegenüber.

## Kameralistik

### Definition
Ausgaben bzw. Einnahmen in der Kameralistik entsprechen haushaltsrechtlich den Auszahlungen bzw. Einzahlungen der Betriebswirtschaft, sie sind die grundlegenden Steuerungsgrößen in kameralistischen öffentlichen Haushalten. Ausgaben (Staatsausgaben) sind die von haushaltsführenden Stellen zu erbringenden Geldleistungen, die im Haushaltsjahr voraussichtlich kassenwirksam werden. Zu den Ausgaben gehören Personalkosten, Investitionsausgaben, Sozialhilfe, Sachaufwand oder Zins- und Tilgungsleistungen. Entsprechende Regelungen gelten für Bundesländer und deren Untergliederungen nach den jeweiligen Gemeindehaushaltsverordnungen.
In der Kameralistik ist zwischen Soll- und Ist-Ausgaben und -Einnahmen zu unterscheiden, je nachdem, ob der Haushaltsplan oder der endgültige Haushalt aufgestellt wird. Nach § 11 Abs. 2 BHO muss der Haushaltsplan alle im Haushaltsjahr zu erwartenden Einnahmen und alle voraussichtlich zu leistenden Ausgaben enthalten. Die Ausgaben sind nach Zweck, die Einnahmen nach Entstehungsgrund zu veranschlagen (§ 17 Abs. 1 BHO), ausnahmsweise zweckgebundene Einnahmen und dazugehörige Ausgaben sind zu kennzeichnen (§ 17 Abs. 3 BHO).
Im Rahmen des Haushaltsplans kommt dem Begriff der Ausgabe die Wirkung einer Verpflichtungsermächtigung zu, also der Befugnis, durch die der Haushaltsgesetzgeber die Verwaltung berechtigt, eine Verpflichtung zur Leistung einer Zahlung im laufenden Haushaltsjahr einzugehen und diese Verpflichtung durch Auszahlung von Geldmitteln zu erfüllen (vgl. § 3 Abs. 1, § 34 Abs. 2 der Bundeshaushaltsordnung – BHO sowie der inhaltsgleichen Haushaltsordnungen der Länder). In ihrer Gesamtheit dienen die Soll-Einnahmen im Haushaltsplan der Deckung der dort veranschlagten Ausgabeermächtigungen (Art. 110 Abs. 1 Satz 1 GG, § 2 Satz 1, § 8 BHO/LHO).

### Fälligkeit und Kassenwirksamkeit
Einnahmen und Ausgaben müssen regelmäßig im Haushaltsjahr fällig und kassenwirksam werden (Fälligkeitsgrundsatz; siehe Haushaltsgrundsätze). In der Kameralistik richtet sich nämlich die Veranschlagung und Buchung von Einnahmen und Ausgaben nicht nach der wirtschaftlichen Zuordnung, sondern nach dem Fälligkeitsprinzip (§§ 7, 42 GemHVO). Kassenwirksam bedeutet, dass Ausgaben durch Zahlung abgeflossen sind. Kassenwirksam ist eine Ausgabe, wenn sie bis zum Ende des Haushaltsjahres (31. Dezember) fällig ist. Unmittelbar kassenwirksam werdende Zahlungsvorgänge sind sofort zu veranschlagen und zu buchen (§ 7 Abs. 1 und 3 GemHVO). Ausgaben haben den Charakter von Ausgabenermächtigungen für das betreffende Haushaltsjahr, später kassenwirksam werdende Ausgaben werden als Verpflichtungsermächtigung veranschlagt.
Nur bei den Kommunalhaushalten ist eine Aufteilung der Einnahmen und Ausgaben in vermögenswirksame und nicht vermögenswirksame vorzunehmen und bei der Aufstellung der Verwaltungs- und Vermögenshaushalte zu berücksichtigen. Bei Landes- und Bundeshaushalt gibt es diese Aufteilung nicht.

### Vollständigkeit
Nach § 11 Abs. 2 BHO muss der Haushaltsplan alle im Haushaltsjahr zu erwartenden Einnahmen und alle voraussichtlich zu leistenden Ausgaben enthalten. Die Ausgaben sind nach Zweck zu veranschlagen (§ 17 Abs. 1 BHO), zweckgebundene Einnahmen und dazugehörige Ausgaben sind zu kennzeichnen (§ 17 Abs. 3 BHO). Ausgaben sind nur zu leisten, wenn sie zur wirtschaftlichen und sparsamen Verwaltung erforderlich sind (§ 34 Abs. 2 BHO).

## Im Steuerrecht
Ausgaben sind für das Kalenderjahr abzusetzen, in dem sie geleistet worden sind. Regelmäßig wiederkehrende Ausgaben, die bei dem Steuerpflichtigen kurze Zeit vor Beginn oder kurze Zeit nach Beendigung des Kalenderjahres, zu dem sie wirtschaftlich gehören, abgeflossen sind, gelten als in diesem Kalenderjahr ausgegeben.